# Otatara
Otatara est une banlieue de la partie sud de la cité d’Invercargill dans le sud de l’île du Sud de la Nouvelle-Zélande.

## Toponymie
Le  ministère de la Culture et du Patrimoine de la Nouvelle-Zélande donne la traduction de "place de relachement" pour le secteur d’ Ōtatara.

## Démographie
Sa population était de 2541 habitants lors du recensement de 2013 en Nouvelle-Zélande.
Ceci était une augmentation de 105 personnes depuis le recensement de 2006 en Nouvelle-Zélande.

## Caractéristiques
Il y avait plusieurs chemins de randonnées dans le bush local, à travers les forêts de totara et de nombreuses installations de loisirs dans le secteur incluant : un chemin de MTB, de l’aviron, du motonautisme, deux parcours de golf et la proximité de la plage d'Oreti.